# بيريشيت
بيريشيت كان مسبارا فضائيا إسرائيليا مصمما للهبوط على سطح القمر. شملت أهدافه جزءا تعليميا لتعزيز توظيف العلوم والتكنولوجيا والهندسة والرياضيات (العلوم والتكنولوجيا والهندسة والرياضيات)؛ وجزءا علميا من خلال تثبيت جهاز لقياس المغناطيسية، وكبسولة الوقت الرقمية، وعاكس لأشعة الليزر على سطح القمر.
كان المسبار يعرف سابقًا باسم سبارو Sparrow، ولكن أطلق عليه رسميًا، في ديسمبر 2018، اسم بيريشيت Beresheet ((بالعبرية: בְּרֵאשִׁית)، «سفر التكوين»). بلغ صافي كتلته 150 كـغ (330 رطل)؛ وبعد ملئه بالوقود وصلت إجمالي كتلته عند إطلاقه إلى 585 كـغ (1,290 رطل). من ناحية الحجم، يمكن مقارنة المسبار بالغسالة. استُخدمت سبع محطات أرضية، موزعة حول الكرة الأرضية لتأمين اتصاله بالأرض. وكان مقر غرفة التحكم يقع لدى شركة صناعات الفضاء الإسرائيلية في مدينة يهود، إسرائيل.
في يوم 11 أبريل 2019، وبسبب فشل المحرك الرئيسي، تحطمت مركبة الهبوط على سطح القمر. ومن الجدير بالذكر، أنه في حال نجاح المهمة، كانت إسرائيل لتصبح الدولة الرابعة بعد الاتحاد السوفيتي والولايات المتحدة الأمريكية وجمهورية الصين الشعبية اللائي أرسلن معدات علمية نفذت هبوطًا ناعمًا على سطح القمر.

## الحمولة
حمل المسبار «كبسولة زمنية» رقمية تحتوي على أكثر من 30 مليون صفحة من البيانات، بما في ذلك نسخة كاملة من ويكيبيديا الناطقة باللغة الإنجليزية، وقرص الرشيد، وقاعدة بيانات PanLex ‏، والتوراة، ورسومات للأطفال، وكتاب للأطفال مستوحى من فكرة إطلاق المكوك للفضاء، ومذكرات أحد الناجين من المحرقة، والنشيد الوطني لإسرائيل (هاتيكفاه) والعلم الإسرائيلي ونسخة من إعلان الاستقلال الاسرائيلي.
تضمنت الحمولة العلمية مقياس مغناطيسية قدّمه معهد وايزمان الإسرائيلي للعلوم بهدف قياس المجال المغنطيسي على سطح القمر، ومجموعة عاكسات ليزر تم تقديمها من قبل مركز غودارد لرحلات الفضاء التابع لناسا بهدف تمكين الباحثين من إجراء قياسات دقيقة لبعد المسافة بين الأرض والقمر.

## الدفع
استعملت المركبة الفضائية محرك صاروخي يعرف باسم ليروس 2B يعمل بالوقود السائل، وهو قابل للإعادة، وتم استعمال المونوميثايلهايدرازين (MMH) كوقود مع مخاليط من أكاسيد النيتروجين ‏ (MON) كعوامل مؤكسدة. استخدم هذا المحرك للوصول إلى المدار القمري، وللتباطؤ بهدف أخذ المسار حول القمر وللهبوط بواسطة نفاثاته.

## الإطلاق
في أكتوبر 2015، وقعت الشركة الإسرائيلية الصانعة للمسبار، سبيس إل SpaceIL، عقدًا لإطلاق المسبار من كيب كانافيرال في فلوريدا على متن صاروخ سبيس إكس فالكون 9، من خلال شركة سبيس فلايت إنداستريز ‏. تم إطلاقه في 22 فبراير 2019 الساعة 01:45 بالتوقيت العالمي (20:45 يوم 21 فبراير بالتوقيت المحلي لإسرائيل) كحمولة ثانوية على الصاروخ،  برفقة القمر الاتصالات الصناعي PSN-6. تمت السيطرة على بيرشيت من مركز القيادة في مدينة يهود، إسرائيل.
من 24 فبراير إلى 19 مارس، تم استخدام المحرك الرئيسي أربع مرات لرفع مستوى المدار، لوضعه بالقرب من المسافة المدارية للقمر. اجرت المركبة الفضائية مجموعة مناورات إلى أن أخذت مدار القمر الإهليلجي وذلك في 4 أبريل 2019، ثم عدلت نمط مسيرها متخذة مدارا دائريا حول القمر عندما تقابلت معه. كان من المخطط أنه وبمجرد الوصل إلى المدار الدائري المناسب، أن يتباطأ المسبار ليبدأ رحلة الهبوط على سطح القمر. وكان من المفترض حدوث ذلك يوم 11 أبريل 2019.

## موقع الهبوط المخطط
كان موقع الهبوط، المخطط له يقع في الجزء الشمالي من بحر الصفاء، وكانت منطقة الهبوط محددة بمنطقة ذات قطر يصل إلى 15 كـم (9.3 ميل). كان من المقرر أن يتم تشغيل بيريشيت فقط لمدة يومين تقريبًا على سطح القمر،  وذلك لعدم وجود آليات تحكم بحرارة المسبار، إذ كان من المتوقع أن ترتفع درجة حرارته بسرعة وتموت دوائره بسبب الحرارة خلال يومين. لكن رغم موت المسبار، كانت عواكس الليزر ستبقى فعالة، فهي لا تحتاج إلى الكهرباء ولا تحتوي أية لوحات كهربائية (جهازًا سلبيًا). فكان من المتوقع أن تبقى العواكس فعالة لعدة عقود. (انظر: قائمة العاكسات على القمر)

## فشل الهبوط
في 11 أبريل 2019، حاول المسبار الهبوط على سطح القمر إلا أنه فشل. أثناء إجراءات كبح السرعة عند الاقتراب من موقع الهبوط، فشلت IMU2 (وحدة قياس القصور الذاتي)، ولم يتمكن طاقم التحكم الأرضي من إعادة ضبط مكوناته بسبب فقدان الاتصالات بشكل مفاجئ. عندما تم استعادة الاتصالات، كان المحرك الرئيسي قد توقف عن العمل لفترة جيدة. تم إعادة تشغيل المحرك بعد إعادة ضبط كامل النظام، ولكن المركبة كانت قد فقدت الكثير من الارتفاع الذي كانت ستناور خلاله لإبطاء سرعة هبوطها. وصلت المركبة إلى سطح القمر، ولكن سرعة وزاوية الهبوط كانت مرتفعة جدا مما أدى إلى اصطدام المسبار بعنف بسطح القمر ودمار أجهزته.